# 刘耀南
刘耀南（1918年—1999年），女，江苏江阴人，中国电工材料及绝缘技术专家，曾任西安交通大学教授、博士生导师。